# Galianthe lanceifolia
Galianthe lanceifolia är en måreväxtart som beskrevs av Elsa Leonor Cabral. Galianthe lanceifolia ingår i släktet Galianthe och familjen måreväxter. Inga underarter finns listade i Catalogue of Life.